# 忿怒尊
忿怒尊，佛教密宗術語，為佛教護法，是本尊的一種。它的外貌兇惡，具備強大的威力，可以降伏魔神，保護修行者。密跡金剛、四大天王、明王，與藏傳佛教的赫魯嘎等，皆屬於忿怒尊。
佛教認為，忿怒尊是諸佛菩薩的化身；與寂靜尊合稱文武百尊。佛對於極剛強不講理之眾生，與為了降伏頑惡天魔、鬼神、夜叉、惡人，以防其侵擾學佛行者，損惱三寶，則现忿怒之相使其歸伏，不再繼續作惡。